# Piero Soria
Piero Soria (Torino, 1944) è un giornalista, scrittore e sceneggiatore italiano.

## Biografia
Soria esercitò la professione di giornalista dal 1971. Durante gli anni '70 divenne il responsabile della cronaca negli anni di piombo e successivamente della sezione spettacoli per il quotidiano Stampa Sera, poi passato a La Stampa dove scrive per Società e cultura e per Tutto libri. Note le sue recensioni dei migliori romanzi noir e thriller stranieri.
Diventa noto nel 1989 grazie al romanzo Colpo di coda, vincitore del premio come Miglior romanzo giallo al "Premio Gran Giallo Città di Cattolica" nel 1998. Dal libro fu tratto un film con Giancarlo Giannini, Stefania Sandrelli per la regia di José María Sánchez. Il film vinse l'Efebo d'oro per la Televisione nel 1993 ad Agrigento. Il film venne trasmesso da Rai 2 nel 1993. Personaggio ricorrente e protagonista di diversi suoi romanzi è il Commissario Lupo. Soria è noto per la variopinta vetrina di personaggi che popolano i suoi romanzi, per i racconti su Torino o le descrizioni di viaggi in giro per il mondo, per la curiosità e il senso dell'umorismo, il tutto unito a fatti di cronaca realmente accaduti, o aneddoti legati sia alla storia che all'attualità. Il pittore Ferenc Pinter ha dipinto le copertine dei romanzi: La ragazza francese, Il Paese dell'uva nera e Rosa demonio. Il pittore Giacomo Sofiantino ha dipinto le copertine de Il Topo e A proposito di Ute.
Soria ha anche firmato numerosi radiodrammi per Rai Radio 2. Il primo, I misteri di San Salvario è un radiodramma originale del 1997. ispirato da un fatto di cronaca, l'assassinio di un malavitoso in un quartiere di Torino attraversato da forti tensioni sociali e razziali come San Salvario, alle spalle della stazione per tracciare un quadro di vita contemporanea. Al centro il prete del quartiere, Don Paolo, cui si rivolge una ragazza nigeriana coinvolta nel racket della prostituzione. Si accusa del delitto e chiede ospitalità nella chiesa di Don Paolo. Le indagini mettono in difficoltà il sacerdote, stretto fra il segreto del suo ministero e l'esigenza di lottare contro la malavita, bianca e nera che infesta il quartiere. Tra gli interpreti Francesco Pannofino (Don Paolo), Bruno Gambarotta (il sacrestano Candela) e Sonia Aimiumu (Mimi'). La regia è di Carlo Vergnano.
Nel 2001 Soria, tramite La Stampa ha pubblicato Torino Mon Amour, libro in cui sono inclusi undici racconti ambientati nelle piazze di Torino con protagonista il Commissario Lupo, da cui sono stati tratti sei cortometraggi per Rai Sat Fction per la regia di Andrea Scaglione premiati al Courmayeur Noir in festival nel 2001 e al Lyon Italian Festival nel 2004. Le tavole descrittive sono state curate da Ada Guglielmino.
A questo vennero seguiti La maledizione degli Acaja, I segreti di Ada e Il nome della rosa (2005), riduzione in 35 puntate del romanzo di Umberto Eco con la regia di Giuseppe Venetucci e con protagonisti Lino Capolicchio, Andrea Giordana, Max Malatesta, Pino Micol, Claudio Bigagli, Giancarlo Zanetti e Fabio Poggiali.
Attualmente Soria continua a collaborare con La Stampa con recensioni, articoli di viaggi, costume e attualità. Tiene la rubrica GialloMania sull'emittente torinese Gru Radio.

## Opere
- Colpo di coda (1989)
- Croce dell'est (1990)
- Il topo (1991)
- Il soldato (1993)
- L'incarico (1995)
- Kodachrome (1997)
- La primula di Cavour (2002)
- Il paese dell'uva nera (2006)

Serie Commissario Lupo
- La procuratora (1997)
- Cuore di lupo (1999)
- La donna cattiva (2001)
- Torino Mon Amour (2001)
- La ragazza francese (2005)
- Rosa Demonio (2007)
- A proposito di Ute (2009)

Altro
- Cuore di Torino (2000)
- Giallo Natale, Venti grandi autori celebrano le feste - "La Suora Nera" (2004)
- History and Mistery – 24 storie di delitto e paura - "Delitto alla locanda della Gallina Nera" (2008)
- Viaggi, Carlo Moriondo, giornalismo e altre storie - di Soria, Alberto Sinigaglia e Giorgio Moriondo (2009)